# ウーリンタイ・バダン
ウーリンタイ・バダン太師(モンゴル語: Уультай будан тайш Ulintai badan taiši,中国語: 烏林台巴達太師,? - ?)とは、チョロース部の伝説上の君主。オーリンダ・ブドゥン(Oolinda budun)とも。『西域同文志』の漢字表記は烏林台巴丹台什。

## 概要
パラスの『モンゴル民族史料集』によると、ホイト部のヨボゴン・メルゲンは天を逐われた天女 (Tänggrin) と結婚していたが、ある時天女はヨボゴン・メルゲンが出征している間にボー・ハーンと密通した。ヨボゴン・メルゲンが帰る前に男児を出産した天女はこれを樹の下に捨てたが、嗣子のいなかったボー・ハーンは男児を捜し出してオーリンダ・ブドゥンと名付けて後継ぎとした。
ボー・ハーンは子供を霧 (будан budun) の中で見つけ、その上で梟 (ооль шувуу ooli schabuun) が飛んでいたため、オーリンダ・ブドゥン（Oolinda budun）と名付けられたという。また、オーリンダ・ブドゥンは樹の下で曲がった小枝を口に含み樹液を吸っていたが、その小枝が管 (Zorros) に見えたためにオーリンダ・ブドゥンの子孫はチョロースと呼ばれたとも記される。
ウーリンタイ・バダンの子孫にゴーハイ太尉が生まれ、その息子バトラ丞相（順寧王マフムード）以降、チョロース部族長がドルベン・オイラト（オイラト部族連合）を指揮するようになった。チョロースの家系はトゴン太師、エセン・ハーンを経て後のジューンガル部、ドルベト部へと繋がっていった。

## オイラト・チョロース首領の家系
1. ゴーハイ太尉（Γooqai dayu）
2. バトラ丞相/順寧王マフムード（Batula čingsang／順寧王馬哈木Maḥmūd）
3. トゴン太師（Toγon Tayisi／太師順寧王脱歓Toγon）
4. エセン太師/エセン・ハーン（Esen Qaγan／太師淮王中書右丞相也先Esen）
5. オシュ・テムル太師（Öštömöi dar-xan noon／瓦剌太師阿失帖木児Öštemür）
6. ケシク・オロク（Kešiq öröq／瓦剌虜酋克失Kešik）